# Mistrzostwa Rumunii w rugby union (1940)
Mistrzostwa Rumunii w rugby union 1940 – dwudzieste czwarte mistrzostwa Rumunii w rugby union.
Tytuł po roku przerwy ponownie zdobyła drużyna Tenis Club Român București.